# Послы (картина Гольбейна)
«Послы» (англ. The Ambassadors; 1533) — картина Ганса Гольбейна Младшего.
Гольбейн умело использовал различные атрибуты для характеристики модели. В замечательной картине «Послы» два богато одетых человека (французский посол в Лондоне Жан де Дентевиль и французский посланник в Венеции, епископ Жорж де Сельв) изображены перед высоким столом, загромождённым множеством предметов. Они намекают на их религиозные, интеллектуальные и художественные интересы.

## Череп
В этом произведении использованы многие символы и парадоксы, в том числе анаморфоз (искажённый рисунок черепа). По мнению исследователей картины, это загадочные отсылки к обучению, религии, смертности и иллюзиям в традициях Северного Возрождения. Самым странным в картине кажется некий вытянутый по форме предмет, помещённый на переднем плане. Если смотреть на него справа, с близкого расстояния, видно, что это череп. Историки искусства Оскар Бечман и Паскаль Гринер предполагают, что в «Послах» «науки и искусства, предметы роскоши и славы сравниваются с величием Смерти».
Гольбейн в своей работе реализует «образ двойного зрения» — при «прямом» взгляде человека, погружённого в рутину бытовой жизни и не желающего иметь дело с трагической метафизикой земного бытия, смерть представляется иллюзорным пятном, на которое не стоит обращать внимания, — но при «особом» (подразумевается — правильном, глубоком) взгляде всё меняется с точностью до наоборот — смерть превращается в единственную реальность, а привычная жизнь на глазах искажается, лишается значения, приобретая характер фантома, иллюзии.

## Судьба картины
Картину, вероятно, в 1533 году Жан де Дентевиль забрал с собой, вернувшись во Францию. Есть документ, подтверждающий, что в 1653 году ей владел потомок Жана де Дентевиля Франсуа де Казилак. В 1787 году картина была продана на аукционе в Париже, к 1792 году её привезли в Англию. Она переходила из рук в руки, пока в 1890 году её не приобрела Национальная галерея.